# Adrara San Rocco

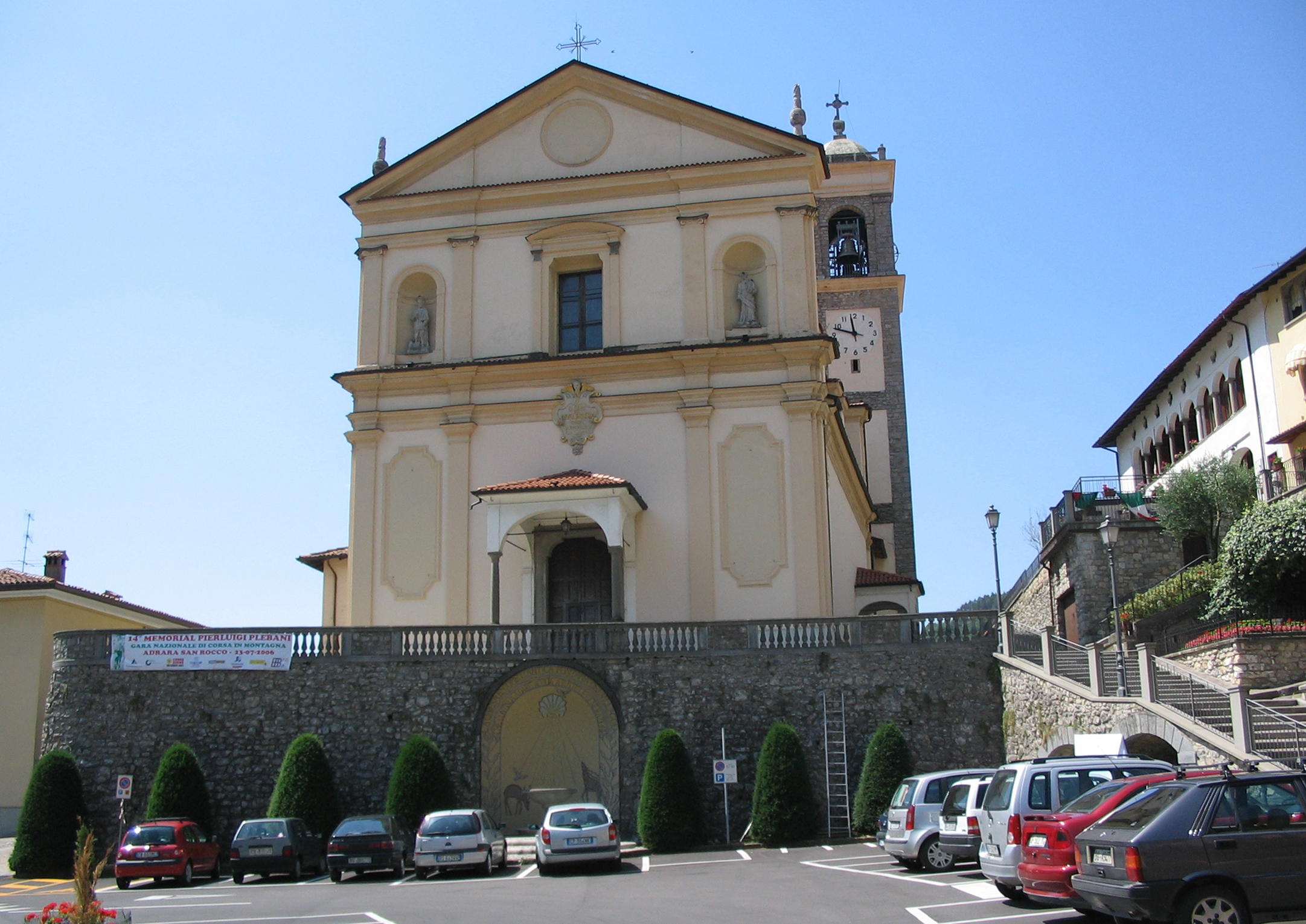
Pfarrkirche San Rocco von 1539

Adrara San Rocco ist eine Gemeinde mit 807 Einwohnern (Stand 31. Dezember 2023) in der Provinz Bergamo in der italienischen Region Lombardei.

## Geographie
Adrara San Rocco liegt etwa 25 km östlich der Provinzhauptstadt Bergamo und 70 km nordöstlich der Millionen-Metropole Mailand.
Die Nachbargemeinden sind Adrara San Martino, Fonteno, Monasterolo del Castello und Vigolo.